# Блатње
Блатње (слч. Blatné) насељено је мјесто са административним статусом сеоске општине (слч. obec) у округу Сењец, у Братиславском крају, Словачка Република.

## Становништво
| Година:    | 1994. | 2004.    | 2014.    | 2024.   |
| ---------- | ----- | -------- | -------- | ------- |
| Број људи: | 1288  | 1506     | 1742     | 1808    |
| Разлика:   |       | +16,92 % | +15,67 % | +3,78 % |

| Година:    | 2023. | 2024.   |
| ---------- | ----- | ------- |
| Број људи: | 1834  | 1808    |
| Разлика:   |       | -1,41 % |

Према подацима о броју становника из 2011. године насеље је имало 1.632 становника.